# Araneus corbita
Araneus corbita là một loài nhện trong họ Araneidae.
Loài này thuộc chi Araneus. Araneus corbita được Ludwig Carl Christian Koch miêu tả năm 1871.